# ロストプロフェッツ
ロストプロフェッツ（Lostprophets）は、イギリスのロックバンド。

## 来歴
1997年にイワン・ワトキンスが中心となり、ロストプロフェッツを結成（当初はワトキンスがメンバーとして活動していたバンド"パブリック・ディスターバンス"のサイドプロジェクトとして結成された）。結成当時のバンド名のスペルは「Lozt Prophetz」だった。
その後、デモやEPのプロデュースを担っていたリチャードソンがベースとして加入。さらに、ターンテーブリストとしてステップザックが加わり6人編成となるが、間もなくしてステップザックが抜け、後任としてオリヴァーが加入する。
2000年にデビューアルバム「ザ・フェイク・サウンド・オヴ・プログレス（Thefakesoundofprogress）」をヨーロッパ（Visible Noise）にてリリース。2001年に（コロムビア）でもリリースされた。
2ndアルバムからのシングル「Burn Burn」と「Last Train Home」が本国イギリスで大ヒット、本格的にブレークを果たす。2004年、2ndアルバム「スタート・サムシング（Start Something）」をリリース、全英で4位を記録した。
2005年にチプリンが方向性の違いから脱退するも、すぐに3rdアルバムレコーディングに着手。レコーディングの途中からルービンが加わりライヴにも参加。ルービンは当時17歳という若さであった。
2006年、3rdアルバム「リベレイション・トランスミッション（Liberation Transmission）」をリリース、このアルバムでバンド初の全英1位を獲得した。
2009年には新ドラマーとしてジョンソンが加入し、2010年に4thアルバム「ザ・ビトレイド～裏切られし者たち(The Betrayed)」をリリース。
2012年、5thアルバム「ウェポンズ(Weapons)」をリリース。

### ワトキンスの不祥事から解散へ
2012年12月、フロントマンのワトキンスが13件の性犯罪容疑で逮捕・起訴された。罪状には1歳の女児に対する性的暴行も含まれているというショッキングな内容であった。これを受け、バンドは開催予定だった全てのライヴツアーをキャンセルする事態となった。
2013年10月1日、ワトキンスが起訴されたほとんどの罪状で有罪を認めたことを受け、他のメンバーたちがFacebook上で解散を発表。「以後バンドとしての演奏も作曲も一切行わない」とした。彼らはこれらの事態について「傷つき、怒り、吐き気を催している」とし、ワトキンスは非常に気難しい人物で、バンドの最後の数年に到っては彼との共同作業が困難ではあったと明かした。ただ、ワトキンスの行為については「全く想像もしていなかった」と一切関知していなかったとしている。

### その後
2014年6月、残されたメンバーは新たにボーカリストとして元サーズデイのジェフ・リックリーを迎え、新バンド「ノー・デヴォーション(No Devotion)」を始動させることを発表した。

## メンバー
イアン・ワトキンス - ボーカル (Ian Watkins, 1977年7月30日 - )
大半の作詞を担当。元々はドラマーだったが、他に唄える者がいなかったためヴォーカルとなった。
13件の性犯罪容疑の内訳は1歳の女児に対する性的暴行の企て、子供及び動物の「エクストリームな」ポルノグラフィの所持・配布など。彼の被害者には男児も含まれた。女児の母親を含む2名の共犯者と共に起訴され、13歳以下の子供に対する性的暴行について罪状を認め、最大35年の刑で収監された。共犯者はそれぞれ14年と17年の刑。これらは英国内での罪のみであり、以後アメリカおよびドイツでの罪状が明らかになる可能性もある。
リー・ゲイズ - ギター (Lee Gaze, 1975年5月21日 - )
マイク・ルイス - ギター (Mike Lewis, 1977年8月17日 - )
スチュアート・リチャードソン - ベース (Stuart Richardson, 1973年8月15日 - )
ジェイミー・オリヴァー - キーボード、ターンテーブル (Jaimie Oliver, 1975年7月16日 - )
ルーク・ジョンソン - ドラムス (Luke Johnson, 1981年3月11日 - )
2009年加入。

### 元メンバー
DJ ステップザック (DJ Stepzak) - ターンテーブル、サンプル (1999年 - 2000年)
マイク・チプリン (Mike Chiplin) - ドラムス (1997年 - 2005年)
2005年6月脱退。
アイラン・ルービン (Ilan Rubin, 1988年7月7日 - ) - ドラムス (2006年 - 2009年)
8歳からドラムを叩き始める。blink-182のトラヴィス・バーカーに師事した。ロストプロフェッツ加入時、彼は17歳であった。3rdアルバムのリベレイション・トランスミッションでドラムを叩いているのは2つのトラックだけである（それ以外はジョシュ・フリースによる録音である）。2009年に既に脱退しているが、2010年にリリースされた4thアルバム、ザ・ビトレイドのレコーディングには参加している。ナイン・インチ・ネイルズに参加後、自身のソロプロジェクトThe New Regimeを結成。その後も再びナイン・インチ・ネイルズやエンジェルズ・アンド・エアウェーヴズ、パラモアに参加している。

## ディスコグラフィー

### アルバム
- ザ・フェイク・サウンド・オブ・プログレス (Thefakesoundofprogress) (2000年/2001年)
- スタート・サムシング (Start Something) (2004年)
- リベレイション・トランスミッション (Liberation Transmission) (2006年)
- ザ・ビトレイド～裏切られし者たち (The Betrayed) (2010年)
- ウェポンズ (Weapons) (2012年)

## エピソード
- 大抵の公演ではアンコールは行われず、「Burn Burn」で盛り上がりが最高潮に達した時点で終わる。
- セカンド・アルバムまでは、Tシャツにジーンズ、キャップといったストリートファッション、もしくはサーファーファッションだった。現在は、シャツにナロータイ、サスペンダーなどを組み合わせた紳士的な、より落ち着いたものへと変化している。
- デュラン・デュランにとても影響を受けており、キャッチーな歌詞やメロディにもそれは影響している。
- フーバスタンクとはツアーを共にした仲で、フーバスタンクのセカンド・アルバム『ザ・リーズン』の収録曲「Out of Control」のレコーディングにイアンとKey.ジェイミーの2人がバックボーカルとして参加。

## 来日公演
- 2004年・2006年・2008年・2012年にサマーソニック出演。
- 単独公演は2002年、2005年、2007年、2010年の4回。2012年にも単独公演の予定であったが直前で中止となり開催されなかった。
- 2007年2月3日、2月4日にC.C. Lemonホール（渋谷公会堂）で行われたライブは大盛況をおさめる。さらにその後、握手会を開催しファンを大切にする姿勢を示した。
- 2007年にフジロックフェスティバル最終日の7月29日のクロージング・アクトに抜擢され、メインであるグリーン・ステージに出演。奇しくも深夜をまたぐ演奏はボーカルのイアン・ワトキンスの誕生日と重なり、メンバーやスタッフから大量のケーキを贈られた。またイアンが食べきれなかった分は、ステージ上から客席に投げてお祝いした。
- 2010年、パンクスプリングに東京、名古屋、大阪各会場に出演。